# Certamen poeticum Hoeufftianum
Het Certamen poeticum Hoeufftianum (of Certamen Hoeufftianum) was de meest prestigieuze prijs voor Latijnse poëzie tussen 1844 en 1978. De prijs werd gesticht met het legaat van de Nederlandse jurist en Neolatijnse dichter Jacob Hendrik Hoeufft (1756-1843). Hij werd eenmaal per jaar in Amsterdam uitgereikt door een jury (de iudicatores), geselecteerd door de Koninklijke Nederlandse Akademie van Wetenschappen.

## Werkwijze
De inzendingen van de kandidaten moesten anoniem ingestuurd worden in ingeleid worden door een motto. De kandidaat die de eerste prijs won, kreeg een gouden medaille van 250 gram en zijn inzending werd op kosten van de Akademie uitgegeven. De composities waarvan de jury vond dat ze, hoewel ze niet de eerste prijs verdienden, toch een grote onderscheiding (magnae laudis) waardig waren, konden ook op kosten van de Akademie uitgegeven worden, mits toestemming van de auteur.

## Prijswinnaars
De eerste winnaar van het Certamen was de Calabrees Diego Vitrioli, die in 1845 een gedicht Xiphyas over de zwaardvisvisserij instuurde. Door de jaren heen kregen 28 verschillende dichters de gouden medaille. De dichters die het vaakst in de prijzen vielen, waren de Zwitser Peter Esseiva (13 overwinningen), de Italiaan Giovanni Pascoli (13 overwinningen) en de Duitser Hermann Weller (12 overwinningen). In 1978 werd de wedstrijd voor de laatste keer georganiseerd, aangezien het geld uit het legaat opgebruikt was.